# Volleyball Casalmaggiore

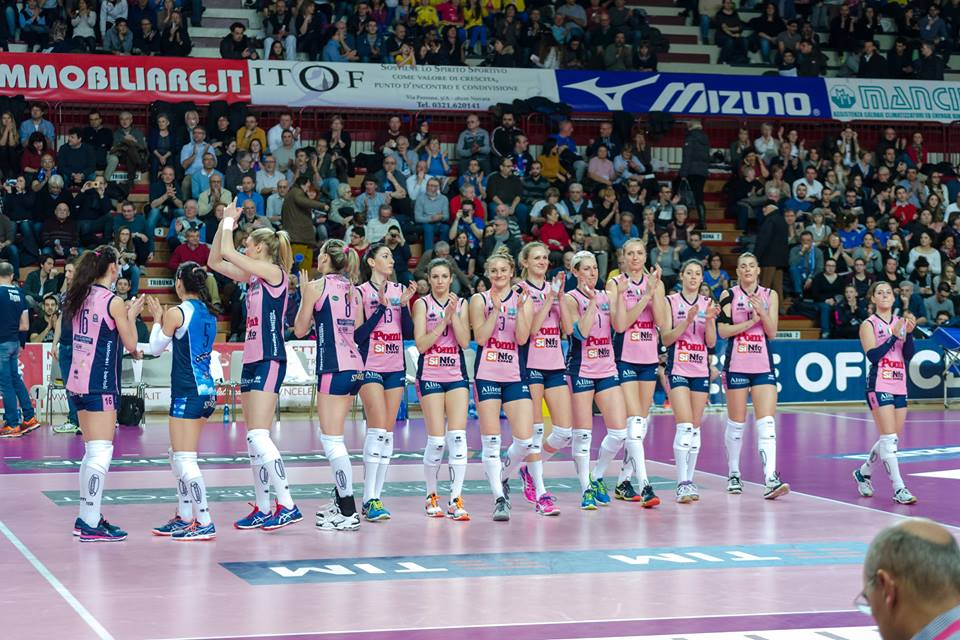
Casalmaggiore 2015-2016

VBC Pallavolo Rosa Casalmaggiore o Pomì Casalmaggiore es un club italiano de voleibol profesional fundado en Casalmaggiore, Italia perteneciente a la Serie A1 de la Liga Italiana de Voleibol. 

## Nombres
Desde su fundación, el club ha estado bajo los siguientes nombres:
- VBC Pallavolo Rosa (2008–2009)
- VBC Pomì (2009–2010)
- Pomì Casalmaggiore (2010–2019)
- VBC Èpiù Casalmaggiore (2020–2021)
- VBC Trasporti Pesanti Casalmaggiore (2022–presente)

## Historia
El club fue fundado en 2008 mediante la adquisición de una licencia de la Serie B2 de Pallavolo Zevio. El club se llamaba VBC Pallavolo Rosa, VBC es el acrónimo de Volley Ball Casalmaggiore. A medida que el club progresaba a través de las ligas nacionales, la sede se cambió para cumplir con las regulaciones de la liga y dar cabida a un mayor número de seguidores. Desde el Palazzetto dello Sport Baslenga en Casalmaggiore, el club primero se mudó a PalaFarina en Viadana y luego a PalaRadi en Cremona. La primera promoción ocurrió en 2010 a la Serie B1, una temporada después se logró la promoción a la Serie A2 y en 2013 alcanzó la Serie A1.

## Team Roster
Temporada 2020–2021, a Septiembre 2020.
| N.º | Nombre                | Posición | Estatura (m) | Peso kg) | Fecha de nacimiento      |
| --- | --------------------- | -------- | ------------ | -------- | ------------------------ |
| 2   | Federica Stufi        | Central  | 1.86         |          | 1988 de marzo del 22     |
| 3   | Carli Lloyd           | Armadora | 1.79         | 73       | 1989 de agosto del 6     |
| 4   | Laura Partenio        | Punta    | 1.82         | 66       | 1991 de diciembre del 29 |
| 5   | Imma Sirressi         | Libero   | 1.82         | 62       | 1990 de mayo del 19      |
| 6   | Francesca Bonciani    | Armadora | 1.78         | 62       | 1992 de mayo del 25      |
| 7   | Rosamaria Montibeller | Opuesta  | 1.85         | 76       | 1994 de abril del 9      |
| 8   | Marianna Maggipinto   | Libero   | 1.58         | 62       | 1996 de mayo del 1       |
| 9   | Laura Melandri        | Central  | 1.86         | 65       | 1995 de enero del 31     |
| 10  | Tereza Vanžurová      | Opuesta  | 1.86         | 74       | 1991 de abril del 4      |
| 11  | Michela Ciarrocchi    | Central  | 1.85         |          | 1999 de diciembre del 16 |
| 15  | Kara Bajema           | Punta    | 1.88         |          | 1998 de marzo del 24     |
| 18  | Dayana Kosareva       | Punta    | 1.87         |          | 1999 de agosto del 24    |

## Personal y técnicos
| Italia | Massimo Boselli    | Entrenador             |
| Italia | Cristiano Lucchi   | Vice entrenador        |
| Italia | Federico Bonini    | Asistente              |
| Italia | Antonio Orlandi    | Oficial de estadística |
| Italia | Marco Da Lozzo     | Entrenador atlético    |
| Italia | Paolo Agnetti      | Fisioterapeuta         |
| Italia | Cristian Carubelli | Fisioterapeuta         |

## Honores

### Competencias nacionales
- Liga de las naciones: 1

2014–15
- Super copa italiana: 1

2015–16

### Campeonatos internacionales
- Liga de campeones CEV: 1

2015–16